# 체스터 장
체스터 클래런스 장(Chester Clarence Chang, 장정기)는 미합중국의 비행기 조종사이자 고미술 수집가이다.
체스터 장의 아버지 장치환은 초대 로스엔젤레스 총영사관을 지낸 외교관이고, 어머니 민병윤은 고종의 외척인 민영휘의 손녀이다.